# Махура, Джош
Джош Махура (англ. Josh Mahura; род. 5 мая 1998, Сент-Альберт, Альберта) — канадский профессиональный хоккеист, защитник клуба национальной хоккейной лиги «Анахайм Дакс» (2018—2022 гг.), «Флорида Пантерс» (2022—2024 гг.) и «Сиэтл Кракен» (с 2024 года). Обладатель Кубка Стэнли 2024.

## Клубная карьера

### Молодёжный состав
Махура начал свою основную юношескую хоккейную карьеру в «Ред Дир Ребелз», которые задрафтовали его во втором раунде драфта WHL в 2013 году.
На свой второй год в «Ребелз» Махура разорвал контракт с клубом и пропустил весь регулярный сезон.
18 мая 2017 года он подписал трехлетний контракт с «Анахайм Дакс».

### Взрослый уровень
Во время своего первого профессионального сезона 2018/19 годов Махура был отозван в «Анахайм Дакс» из клуба АХЛ «Сан-Диего Галлз». 18 ноября 2018 года травмы Кэма Фаулера и Хампуса Линдхольма позволили ему дебютировать в Национальной хоккейной лиги в матче против «Колорадо Эвеланш». Набрав «+ 2» и сделав шесть блок-шотов, Махура был одним из четырех защитников-новичков, игравших в тот вечер. Для «Анахайма Дакс» это была первая игра с четырьмя новичками-защитниками в одной игре с 3 мая 1995 года.
В сезоне 2022/23 годов Махура стал игроком «Флорида Пантерз».

## Семья
Брат — Люк Махура также играет в хоккей. Он выступал в WHL за «Принс Альберт Рейдерс», а в настоящее время выступает за «Моринвилл Кингз» из Северной Центральной хоккейной лиги.

## Карьера в сборной
Джош Махура в 2015 году в составе сборной Канады по хоккею среди игроков до 18 лет стал обладателем Кубка Глинки/Гретцки.

## Достижения

### Командные
| Год  | Команда         | Достижение              | Достижение |
| ---- | --------------- | ----------------------- | ---------- |
| 2024 | Флорида Пантерз | Обладатель Кубка Стэнли |            |